# Szelki do przenoszenia oporządzenia wz. 988/MON

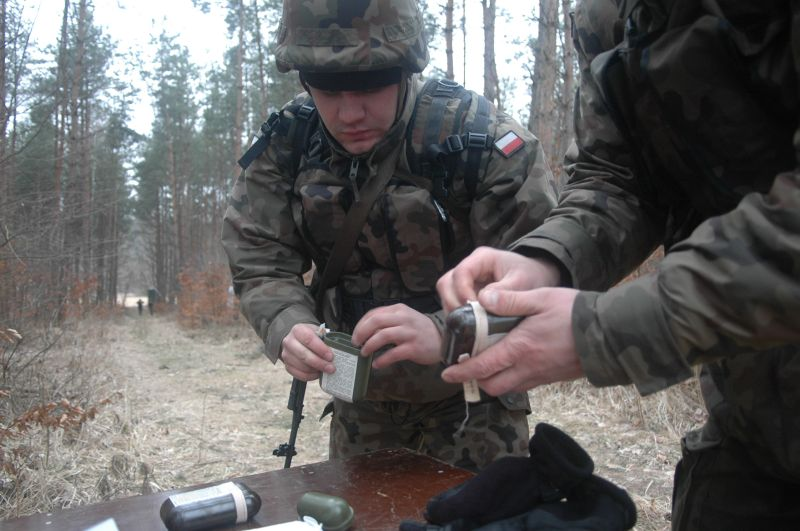
Żołnierze WP w szelkach do przenoszenia oporządzenia wz. 988/MON

Szelki do przenoszenia oporządzenia wz. 988/MON (tzw. Lubawka) – kamizelka taktyczna wprowadzona do Wojska Polskiego w połowie lat 90. Krojem wzorowana na kamizelce systemu IIFS.

## Historia
Od lat 60. podstawowe oporządzenie żołnierzy Wojska Polskiego stanowiły pasoszelki wykonane z taśm parcianych będące uproszczoną kopią niemieckiego oporządzenia z czasów II wojny światowej. W czasach, kiedy szykowano się do wojny totalnej, gdzie liczyła się przede wszystkim liczba żołnierzy ceniono zalety stosowania takich pasoszelek – łatwość produkcji oraz niska cena. Wraz z transformacją ustrojową doktryna wojenna uległa zmianie, postanowiono więc wprowadzić nowsze rozwiązania. 
W latach 90. Zakłady Konfekcji Technicznej „Lubawa” sp. z o.o. skonstruowały kamizelkę wzorowaną na kamizelce ITLBV z amerykańskiego systemu IIFS. Kamizelka w stosunku do pierwowzoru była uproszczona, zastosowano też materiały gorszej jakości. W późniejszym czasie kamizelkę nieco zmodyfikowano i pod oznaczeniem Szelki do przenoszenia oporządzenia wz. 988/MON wprowadzono w połowie lat 90. na wyposażenie części jednostek Wojska Polskiego.

## Konstrukcja
Kamizelka składa się z trzech panelów: dwóch przednich i tylnego. Wykonana jest z tkaniny poliestrowej w kamuflażu wz. 93, całość wykończono czarnymi taśmami. Na panelach naszyto cztery ładownice na magazynki do kbk AKM/Beryl. Ponadto kamizelka posiada cztery kieszonki na pasie. Całość zapinana jest za pomocą zamka błyskawicznego krytego listwą na rzep.
Opracowano także wersję w kamuflażu „Pantera pustynna” (wz. 988P/MON).